# フィーバーポヨヨン星人
フィーバーポヨヨン星人（フィーバーポヨヨンせいじん）は、2000年10月にSANKYOが発売した、地球侵略を企むエイリアンたちが、多彩なアクションを見せるパチンコ機のシリーズ名。
CRフィーバーポヨヨン星人SRとCRフィーバーポヨヨン星人GP、フィーバーポヨヨン星人DXの3機種がある。

## 概要
液晶型のデジパチ。謎のエイリアン「ポヨヨン星人」による地球侵略計画を様々な演出でコミカルに描いている。
シリーズ機にはスペックの異なるCR機が2種類と、現金機1種類の計3機種発売された。CR機2種は確変搭載タイプで、奇数図柄揃いで確変突入となる。SRは次回まで継続する確変タイプだが、GPは確変回数が決められているSTタイプとなっている。
現金機のDXは時短搭載タイプで、7図柄揃いの時のみ200回転の時短に突入し、それ以外の図柄揃いの場合は50回転の時短に突入する。
ポヨヨンキャラクターズ
大当たり図柄にもなっている個性的なキャラクター達にはそれぞれ名前や性格などの特徴が決められている。
- ギョロピ - ギョロ星出身。見た目は怖いが実はやさしい奴。目玉は360°回転する。
- プクーン - プクプク星出身。喜んだり興奮すると体内の空気を顔に移動させ膨らませる。
- ウォータン - 水星出身。全身が液体で形成されていて、どんな狭い場所でも住むことができる。
- モムー - ラブリー星出身。生物学上のメスしか住んでいない星に住むエイリアン。異星人からよくモテる。
- 小池アラモード - ブラックホール出身。顔の穴は時空をこえて故郷のブラックホールへと通じていて、敵などを吸い込む。
- ループ - 土星出身。土星の輪のミニ版を腰につけて、よくフラフープで遊ぶ陽気な奴。
- ダンパ - パンダ星出身。感情が高まると、体色をピカピカ反転させる。
- ミムー - 金星出身。体が発光物質でできている。求婚の時、全身を光らせる。
- ビヨーン - ハネ星出身。頑張りやの彼は失敗しても、それをバネにしてくじけない。
- ベンジャミン鈴木 - ナメナメ星出身。ナメクジが進化した生物。大人になると身を守る殻が背中にできる。
- プヨッピ - プヨーン星出身。体がマシュマロのように柔らかく、どんな衝撃にも対応できる。
- ファイヤー長万部 - 火星出身。激しい情熱の持ち主。感受性、感性などもとても豊か。時々、いじわる。
- コスモちゃん - 地球を守る正義の味方。コスモビームが得意技。普段は銀行の窓口で働いている。
- スーパーコスモ - コスモちゃんが操る巨大ロボ。ペットボトルをリサイクルして造られた地球に超やさしいロボット。
- Dr.ブーブー - 宇宙征服を企む科学者。しかしいつもドジばかりで自分の住む星さえ征服できない。
- ヨガヨガ - ヨガ星の長老。今は宇宙空間で瞑想にふけりながら、ただよっている。時々、ピラミッドパワーを発することも。
- Mr.スラット&スノッポ - ベンジャミン鈴木同様ナメナメ星出身。2人はダンサーで、実力は宇宙一と言われている。
- マーズガール - 火星出身のバックダンサー。夢のプロダンサーを目指して特訓中。Mr.スラット&スノッポを尊敬している。
- 流れ星ピッカリくん - 元はパンダ星にいたが、今は流星の方が居心地が良いらしく流星にのって宇宙を旅している。
- ギョロダンサーズ - ギョロピと同じくギョロ星出身。彼らもダンサーで「夜の帝王」と呼ばれている。

## スペック
- CRフィーバーポヨヨン星人SR[3]
  - 賞球数 5&14&15
  - 大当たり最高継続 15R（10カウント）
  - 大当たり確率 1/315.5
  - 確変中大当たり確率　1/63.1
  - 確変突入率　1/2
  - 確変期間　10000回転まで/リミッターなし
- CRフィーバーポヨヨン星人GP[3]
  - 賞球数 5&14&15
  - 大当たり最高継続 15R（10カウント）
  - 大当たり確率 1/251.5
  - 確変中大当たり確率　1/50.3
  - 確変突入率　1/2
  - 確変期間　50回転まで/リミッターなし
- フィーバーポヨヨン星人DX[3]
  - 賞球数 5&10&13
  - 大当たり最高継続 16R（10カウント）
  - 大当たり確率 1/200.5
  - 時短回数　
    - 7図柄　200回
    - その他図柄　50回

## 図柄
- 0 - ギョロピ
- 1 - プクーン
- 2 - ウォータン
- 3 - モムー
- 4 - 小池アラモード
- 5 - ループ
- 6 - ダンパ
- 7 - ミムー
- 8 - ビヨーン
- 9 - ベンジャミン鈴木
- 10 - プヨッピ
- 11 - ファイヤー長万部

## 演出
予告アクション
予告アクションは基本3パターンをベースに、さらに2つのプレミアム予告を搭載。複合すれば期待度がアップする。
- Dr.ブーブー予告

悪の科学者「Dr.ブーブー」が図柄をプレスする予告。そのままリーチになるパターンと、一旦ハズレから図柄をプレスしてリーチに発展するパターンが存在する。ハズレから発展するパターンの方がアツい。
- ジグザグ予告

回転開始直後、UFOがジグザグ飛行で現れたらリーチ確定となる。流星予告と複合することもある。
- 流星予告

背景の星の流れが急加速するとリーチ発生の期待度がアップする。
- 謎の物体予告

液晶右上にフィーバークレイジーコンバットのウルフ大佐が出現するプレミアム予告で、発生したら大当たり確定となる。
- ビームシャワー予告

UFOから虹色のビームが放射され、ウシが吸い込まれていくプレミアム予告。発生したら大当たり確定となる。

リーチアクション
左右の図柄がテンパイすると、まずはワープ開始となる。6種類あるリーチアクションは、全てこのワープを経由してから発展する。
ワープに成功した場合に発展するリーチアクションが4パターンあり、失敗後に発展するリーチアクションが2パターンある。ワープは失敗することの方が多い。
- ビームリーチ

ワープ失敗後にUFOの画面に切り替わる。一旦ハズレで停止後に再始動し、UFOからビームが出て図柄を吸い上げていく。
- ピラミッドパワーリーチ

ワープ失敗後にヨガ星の長老ヨガヨガが登場。ピラミッドパワーで次々と図柄にモザイクをかけ、図柄を変化させていく。モザイクをかける前にハズれるパターンもある。
モザイクのかかり方が通常とは異なり、一斉に図柄全体にかかればプレミアムパターンで大当たり確定となる。
- スキャンリーチ

怪しい研究室へワープし、スキャン装置で中出目を次々にチェンジしていく。後半は当たり図柄と+1コマの間で行ったり来たりを繰り返す。
ハズレ後に再び変動し、Dr.ブーブーが登場したらプレミアムパターンで大当たり確定となる。
- コスモちゃんリーチ

ポヨヨン星人の宿敵である、正義の味方「コスモちゃん」が登場。ミルキービームを中出目に放って大当たりを狙う。
コスモちゃんが登場した直後に、巨大ロボ「スーパーコスモ」が出現することがある。スーパーコスモ出現パターンは、必殺「ミルキーパンチ」で大当たりを確定させるプレミアムパターンとなる。
- コンベアリーチ

スクラップ工場へワープ。Dr.ブーブーがマジックハンドを操り、中出目をスクラップする。勢い余って大当たり図柄を潰してしまっても、再度マジックハンドの指が動けばコンベアが戻って再チャレンジとなる。
コンベアリーチには2種類のプレミアムパターンが存在する。スクラップ工場へワープ後に、図柄が全て大当たり図柄になっているパターンと、大当たり図柄を潰した後にマジックハンドで潰れた図柄を元に戻すパターンの2種類である。これらが発生した場合は、その時点で大当たり確定となる。
- コマンドリーチ

ワープ後、本部からの司令が出現すると大チャンスとなる。カウントダウンとともにFEVER星に図柄が吸い寄せられる。中出目が-1コマズレの状態で全回転アクションになり、「3･2･1…」とカウントダウンしている間に全出目が揃った状態になるか、帰還した時に全出目が揃っていれば大当たりとなる。
カウントダウン中にラッキーボーイの「ピッカリくん」が出現すればプレミアムパターンで大当たり確定となる。

再抽選アクション
再抽選は画面上部のエネルギーメーターで期待値が表示される。メーターが上がれば上がるほど確変昇格の期待度が高くなる。
エネルギーメーターの出現パターンは3種類あり、一番出現割合の高いパターンが「期待度50%」で、昇格期待度は最も低い。
他にも確変期待度が高めの「期待度75%」や、メーターが満タンになり昇格確定の「期待度100%」がある。
|                    | 通常時    | 確変時    |
| ------------------ | --------- | --------- |
| 小当たり確率       | 10/11     | 10/11     |
| 小デジタル回転時間 | 29.2秒    | 6.0秒     |
| 電チュー開放時間   | 0.2秒 1回 | 1.7秒 2回 |

## コンシューマ移植
- FEVER4～SANKYO公式パチンコシミュレーション(プレイステーション用)
  - 『FEVER4～SANKYO公式パチンコシミュレーション』(プレイステーション用、インターナショナルカードシステム、2001年3月8日発売、SLPS-03166、JAN-4997940201047)にCRフィーバーポヨヨン星人SR、CRフィーバーポヨヨン星人GP、フィーバーポヨヨン星人DXが収録。